# توماس برنارد هاكيت
توماس برنارد هاكيت (بالإنجليزية: Thomas Bernard Hackett)‏ هو عسكري أيرلندي، ولد في 15 يونيو 1836 في Riverstown (near Birr) ‏ في جمهورية أيرلندا، وتوفي في 5 أكتوبر 1880 في مقاطعة أوفالي في جمهورية أيرلندا.